# Erzabtei St. Vincent

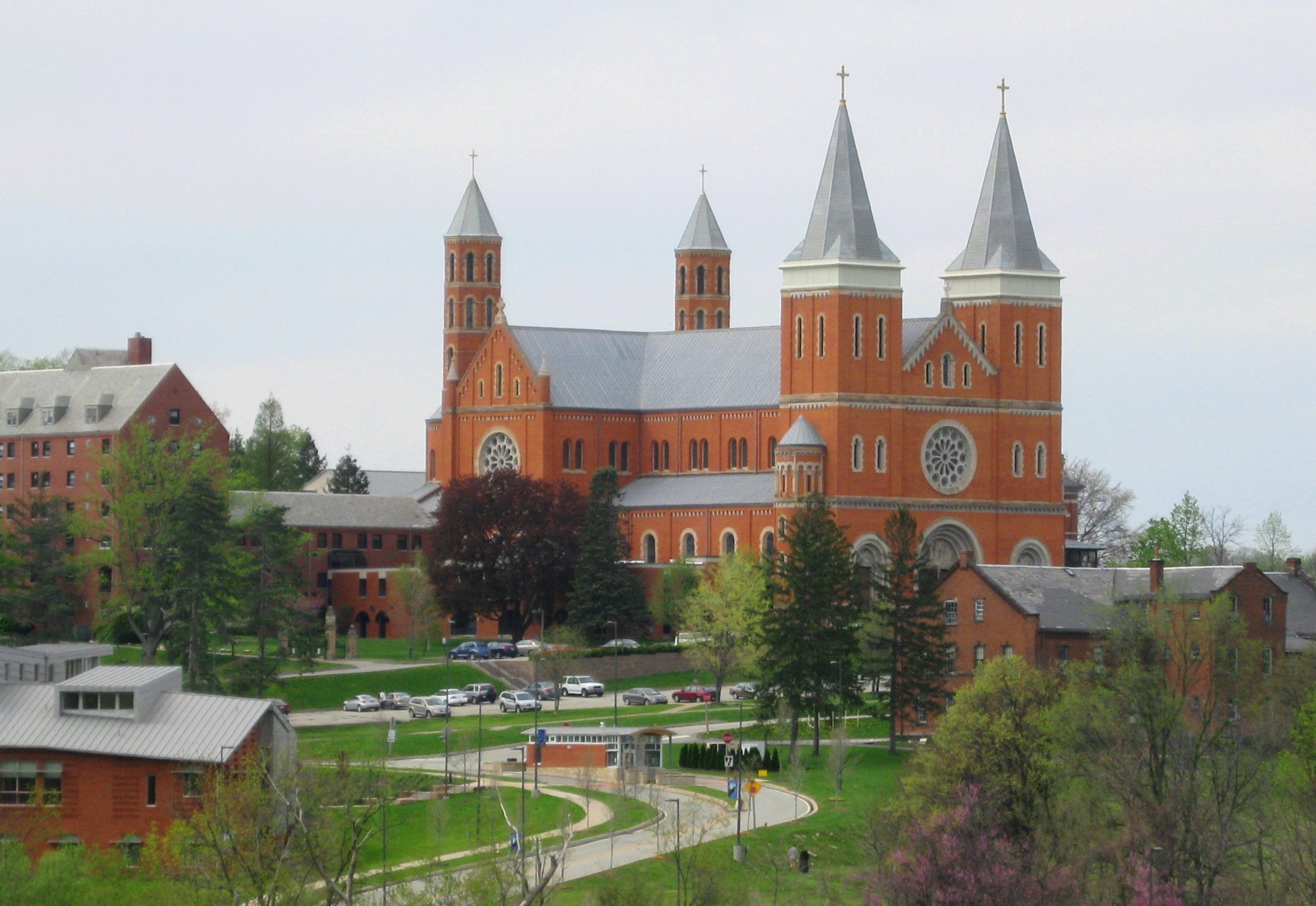
Erzabtei St. Vincent, Latrobe

Die Erzabtei St. Vincent (lat. Archiabbatia Sancti Vincentii; engl. Saint Vincent Archabbey) in Latrobe (Pennsylvania)/USA ist das erste Kloster der Benediktiner in Nordamerika und Mutterabtei der Amerikanisch-Cassinensischen Benediktinerkongregation. Mit 150 Mönchen ist es heute eines der weltweit größten Benediktinerklöster.

## Geschichte
Das Kloster St. Vincent wurde 1846 von dem Benediktinermönch Pater Bonifaz Wimmer aus der bayerischen Abtei Metten als erstes Benediktinerkloster in den Vereinigten Staaten von Amerika gegründet. Innerhalb von nur fünf Jahren stieg die Zahl der Mönche auf über 100, so dass St. Vincent bereits 1855 zur Abtei erhoben wurde mit Pater Bonifaz Wimmer als erstem Abt. Es folgten zahlreiche Tochtergründungen, die St. Vincent zum Mutterkloster einer eigenen Kongregation werden ließen, so dass es 1892 zur Erzabtei erhoben wurde.
Das neue Kloster unterhielt von Anfang an eine Schule und andere Ausbildungseinrichtungen, aus denen das Saint Vincent College und als theologische Ausbildungsstätte im Rang einer Fakultät das Saint Vincent Seminary hervorgingen. Im Jahr 1995 zählte der Konvent der Erzabtei 174 Mönche. Die Hauptaufgaben der Mönchsgemeinschaft bestehen heute neben dem benediktinischen Offizium in der Betreuung der Hochschule, der Herausgabe theologischer Publikationen und der pastoralen Arbeit.
Papst Pius XII. verlieh der Abteikirche am 22. August 1955 den Titel einer Basilica minor.

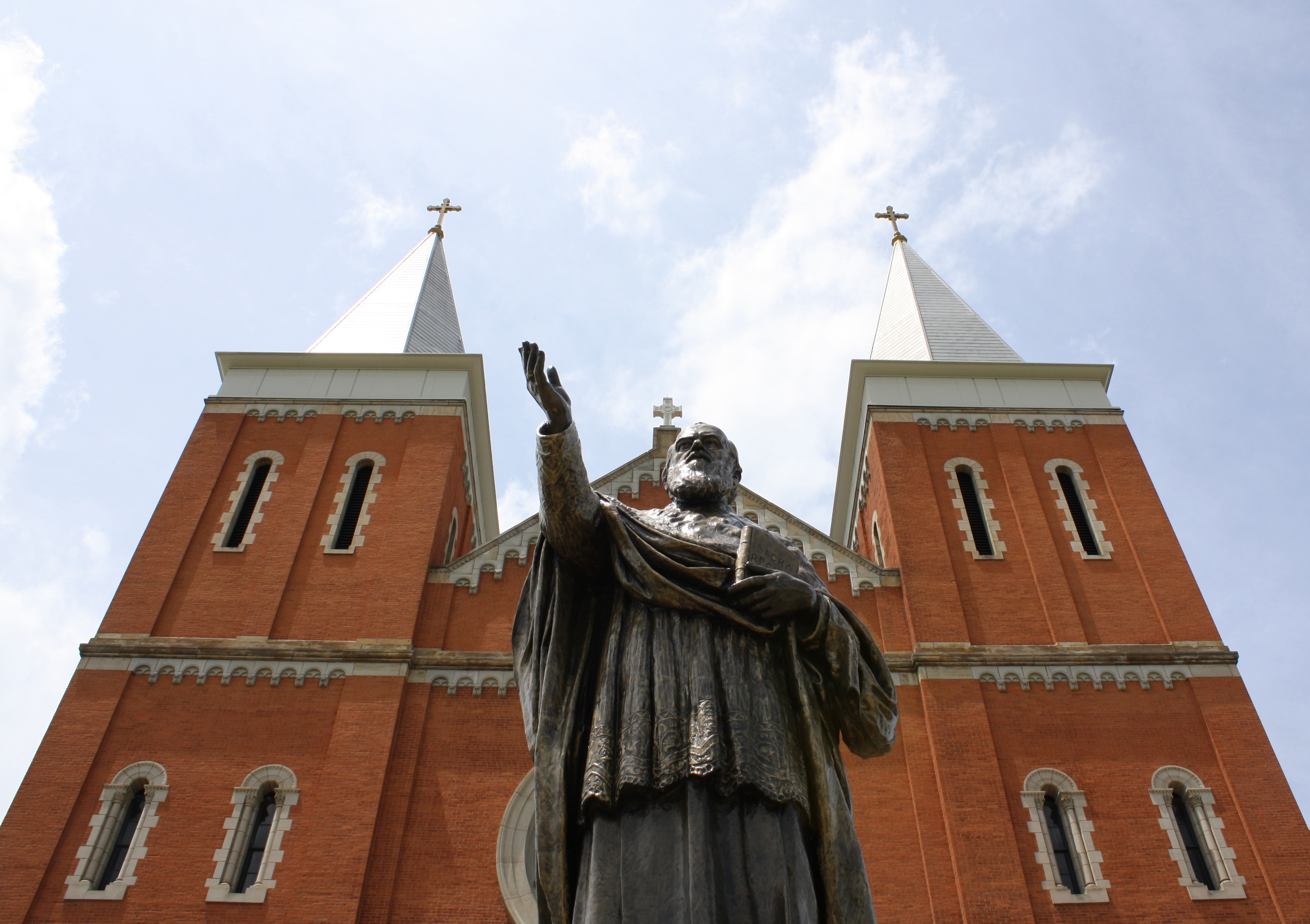
Abteikirche St. Vincent, davor Denkmal von Gründer-Erzabt Bonifaz Wimmer

Von der Erzabtei St. Vincent aus gegründete Benediktinerklöster
in den Vereinigten Staaten
- 1856 Abtei Saint John’s in Collegeville, Minnesota
- 1857 Kloster Saint Benedict’s in Atchison, Kansas
- 1857 Kloster Newark, New Jersey
- 1867 Abtei Maryhelp in Belmont, North Carolina
- 1876 Kloster Saint Bernard’s in Cullman, Alabama
- 1885 Kloster Saint Procopius in Lisle, Illinois
- 1886 Abtei Holy Cross in Cañon City, Colorado
- 1891 Kloster Saint Bede in Peru, Illinois

in weiteren Ländern
- 1892 Abtei Saint Peter-Muenster in  Muenster, Saskatchewan, Kanada
- 1964 Priorat in Taipeh, Taiwan
- 1964 Übernahme des Mosteiro de São Bento (Priorat) in Vinhedo, Brasilien

Diese Klöster, die ihrerseits weitere Neugründungen vornahmen, sind in der bereits 1855 errichteten Amerikanisch-Cassinensischen Benediktinerkongregation zusammengeschlossen. Erster Abtpräses der Kongregation auf Lebenszeit war Bonifaz Wimmer.

## Erzäbte
- Bonifaz Wimmer  (Oberer 1846 / Abt 1855 / Erzabt 1883–1887)
- Andreas Hintenach 1888–1892
- Leander Schnerr 1892–1918
- Aurelius Stehle 1918–1930
- Alfred Koch 1930–1949 res. /† 1951
- Denis Strittmatter 1949–1963
- Rembert Weakland 1963–1967
- Egbert H. Donovan 1967–1979
- Leopold Krul 1979–1983
- Paul Regis Maher 1983–1990
- Douglas R. Nowicki 1991–2020
- Martin de Porres Bartel 2020-...